# Carmen Castilla Polo
Carmen Castilla Polo (Logronyo, 16 de novembre de 1895 - Madrid, 5 de març de 1979). Va ser una educadora i inspectora de Primer Ensenyament. Va realitzar els seus estudis a l'Escola Superior de Magisteri de Madrid i obtingué el títol de Mestra Normal en la secció de ciències en la primavera de 1920.

## Biografia i vida acadèmica
Va ser la primera filla, d'onze, del matrimoni entre l'empresari Cesáreo Castilla Moleda i la riojana Rosa Polo Ortigosa i va estar Casada amb Emilio Álvarez Cot, que va morir durant el transcurs de la guerra civil.
Després d'obtenir el títol de mestra, a l'Escola Superior de Magisteri de Madrid l'any 1919, va treballar com a professora en l'Institut Escola de segon ensenyament durant dos cursos 1918-1919 i 1919-1920. En l'estiu de 1920 entra a formar part del cos d'Inspectors d'Ensenyament Primari sent la seva destinació la província de Terol.
En la seva etapa estudiantil, va residir a la Residencia de Señoritas, on va entaular una gran amistat amb la seva directora, María de Maeztu. Una mica més endavant, entre els anys 1921 i 1922 va participar en un intercanvi entre la Residencia de Señoritas i l'Smith College de Northampton, Massachusetts als Estats Units, un viatge que va suposar un gran progrés en la seva carrera professional, i durant el qual va estudiar Biologia i organització escolar. En el Smith College va assistir a classes on s'impartien pedagogia, ciències i zoologia. Mentre estudiava, va aprofitar també, per visitar Escoles i Universitats.
Entre 1922-23 va estar treballant en el Museu Nacional de Ciències Naturals, en la Laboratori de Zoologia, on realitzava un estudi comparatiu entre mètodes usats als Estats Units (els quals havia après en la seva estada en aquest país) per a l'estudi de la Drosophila Melanogaster, i els utilitzats al nostre país per a espècies similars. El treball no es va poder concloure per falta de temps, malgrat les peticions de Carmen Castilla Polo i dels responsables del Museu, el Consell d'Instrucció Pública va dictaminar al novembre de 1923 que no es podia concedir una ampliació, ja que la raó exposada no obstaculitza en els motius pels quals aquestes es concedien.
D'aquesta manera Carmen Castilla Polo torna al seu treball d'inspectora d'Ensenyament Primari i, després d'estar a diverses províncies de la geografia espanyola treballant, va aconseguir en 1932 una plaça com a inspectora d'Ensenyament Primari a Madrid, un càrrec en el qual va estar treballant fins a la primavera de 1939, just abans del final de la guerra civil. Durant la guerra civil, es va encarregar de l'organització d'expedicions infantils a la Comunitat Valenciana, ja que era membre del Patronat d'Ajuda Infantil a la província de Castelló. Després de la finalització de la guerra civil, se li va obrir un expedient de depuració que es va resoldre en 1940 amb la seva separació definitiva del Cos d'Inspectors. La van sotmetre a un Consell de Guerra en l'hivern de 1940, a causa de la seva afiliació al Sindicat de Treballadors de l'Ensenyament (va ser membre de la Federació Espanyola de Treballadors de l'Ensenyament de la UGT i va estar afiliada a l'AS de Madrid des de l'any 1931) i al Partit Socialista, però el cas va ser sobresegut i la van absoldre. Encara que, això sí, va haver de passar l'obligatòria depuració del franquisme entre els anys 1940 i 1947. En 1947 es va anul·lar l'Ordre Ministerial de 26 de juliol de 1940, que l'havia expulsat del Cos d'Inspectors, i va ser nomenada inspectora de la província de Lugo.
Carmen Castilla Polo va seguir estudiant i va obtenir el diploma de professora especial de sordmuts entre els anys 1955 i 1956 i, també, va ser sòcia fundadora de l'Associació de logopèdia i foniatria. Va treballar com a inspectora d'Ensenyament Primari fins a la seva jubilació, a l'edat de 70 anys, el 1965 a les províncies de Guadalajara i Conca, a més de Lugo. Va morir a Madrid el 5 de març de 1979, a l'edat de 83 anys.